# Tárnok
Tárnok is een plaats (nagyközség) en gemeente in het Hongaarse comitaat Pest. Tárnok telt 8669 inwoners (2007).